# Bellanca CH-300 Pacemaker

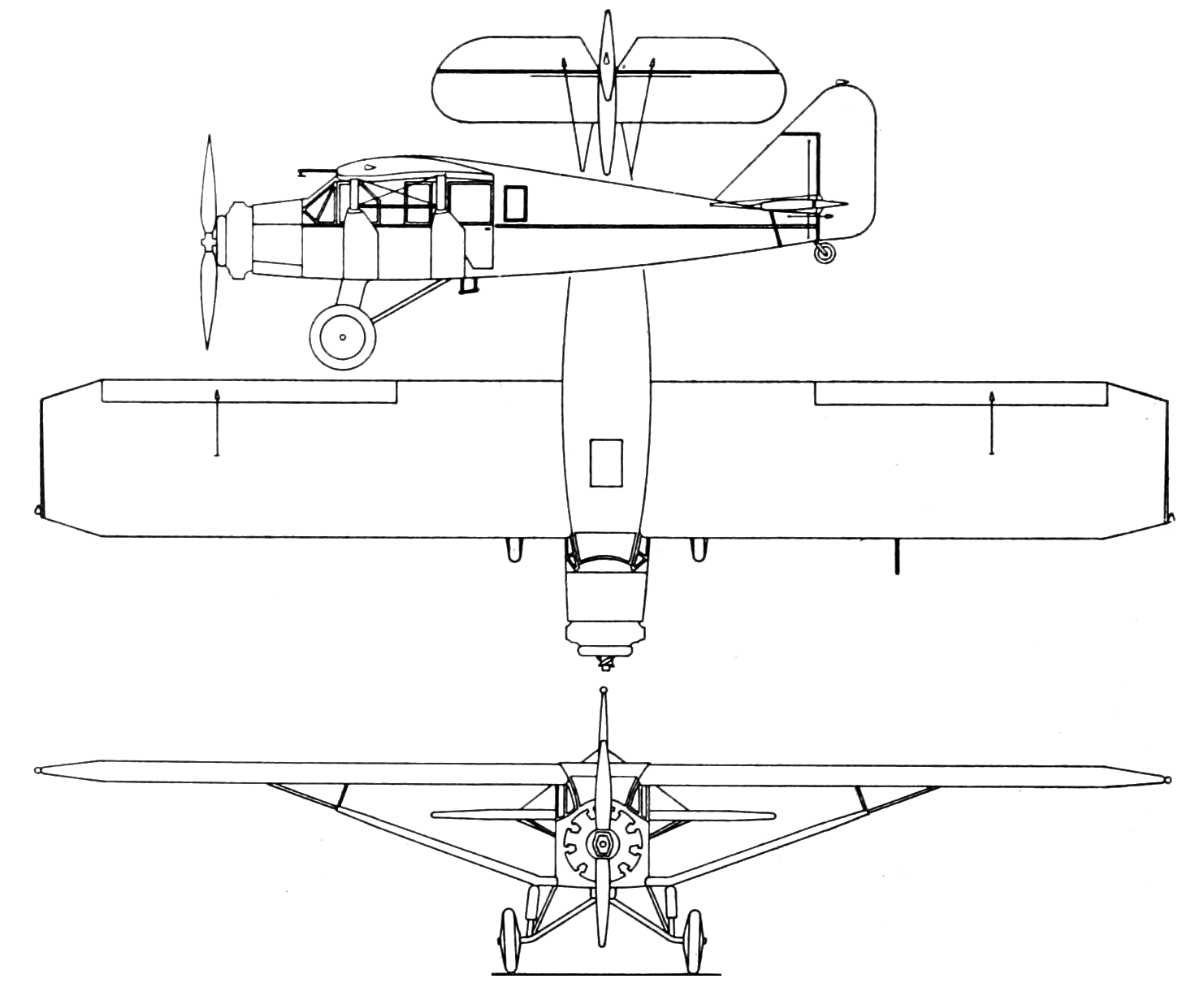
Bellanca CH-300 tekening met 3 aanzichten

De  Bellanca CH-300 Pacemaker  is een Amerikaans eenmotorig hoogdekker passagiersvliegtuig, ontwikkeld en geproduceerd door de Bellanca Aircraft Company. De eerste vlucht vond plaats in 1929. Er zijn in totaal 35 exemplaren geproduceerd.

## Ontwerp en historie
De CH-300 stond net als zijn voorganger uit de Pacemaker-serie, de CH-200, bekend om zijn grote vliegbereik. De CH-300 had een zwaardere 300 pk Wright J-6-stermotor. Beide vliegtuigen waren hoogdekkers met dubbele vleugelstijlen en een staartwielonderstel. Het ontwerp grijpt terug op de Wright-Bellanca WB-2 uit 1926. De romp bestaat uit een metalen buizenframe met een doekbespanning. De opvolger van de CH-300 was de CH-400 met een sterkere 420 pk Pratt & Whitney Wasp-stermotor.
De toestellen van de Pacemaker-serie hadden, naast hun uitstekende vliegbereik en de grote nuttige lading, in de praktijk een hoge betrouwbaarheid. In Alaska een Canada was het toestel populair als bushplane en het kon tevens worden uitgerust als watervliegtuig met drijvers. 
In 1929 maakte een CH-300 een nonstopvlucht van 2108 km van New York naar Cuba in 12 uur en 56 minuten.

## Varianten CH-300
CH-300WOmgebouwde CH-300-versie met een Pratt & Whitney R-985-motor (1 stuks aangepast).
300-WModel met een Pratt & Whitney R-985-motor (7 exemplaren gebouwd).
PM-300 Pacemaker FreighterSpeciale vrachtversie (2 gebouwd)
De CH-300 werd in 1930 opgevolgd door de CH-400 met een 420 pk  Pratt & Whitney Wasp-stermotor.